# Ljoedmila Konovalova
Ljoedmila Vasiljevna Konovalova (Russisch: Людмила Васильевна Коновалова) (Sverdlovsk, 7 januari 1968) is een Russische basketbalspeelster, die speelde voor het nationale team van Rusland. Ze is Meester in de sport van Rusland, Internationale Klasse.

## Carrière
Konovalova begon haar carrière bij Oeralmasj Sverdlovsk in 1984. In 1988 stapte ze over naar CSKA Moskou. Met die club werd ze één keer Landskampioen van de Sovjet-Unie in 1989. Ze werd tweede in 1990 en 1991. Ook werd ze derde in 1992 om het Landskampioenschap van het GOS. Ze werd zes keer Landskampioen van Rusland in 1992, 1993, 1994, 1995, 1996 en 1997. Met CSKA verloor Konovalova een keer de FIBA Women's European Champions Cup in 1990. Deze verloren ze van Trogylos Enimont Priolo uit Italië met 86-71. Konovalova won twee keer de Ronchetti Cup. In 1989 won ze van Deborah Milano uit Italië met 92-86. In 1997 stond Boermistrova met haar club in de finale om de Ronchetti Cup. Ze stonden tegenover Cariparma Parma uit Italië. Ze wonnen met 131-125 over twee wedstrijden. In 1998 ging ze spelen voor Limoges ABC in Frankrijk.
Met het nationale team van Rusland haalde Boermistrova de vijfde plaats op de Olympische Spelen in 1996 en een zesde plaats op het Europees Kampioenschap in 1997.

## Erelijst
- Landskampioen Sovjet-Unie: 1
  - Winnaar: 1989
  - Tweede: 1990, 1991
- Landskampioen GOS:
  - Derde: 1992
- Landskampioen Rusland: 5
  - Winnaar: 1992, 1993, 1994, 1995, 1996, 1997
  - Tweede: 1998
- FIBA Women's European Champions Cup:
  - Runner-up: 1990
- Ronchetti Cup: 2
  - Winnaar: 1989, 1997